# Kiental BE
| BE ist das Kürzel für den Kanton Bern in der Schweiz. Es wird verwendet, um Verwechslungen mit anderen Einträgen des Namens Kiental zu vermeiden. |

Kiental ist ein Dorf und ein Tal im Berner Oberland. Beide gehören politisch zur Gemeinde Reichenbach im Kandertal.

## Geographie
Das Kiental liegt nordöstlich des Kandertals, zu dem es etwa parallel verläuft. Es wird von der Chiene durchflossen. Seitlich wird das Tal von den Bergen Dreispitz, Gehrihorn und Ärmighorn begrenzt.  Das Dorf Kiental liegt oberhalb von Reichenbach und unterhalb der Griesalp. Bei der Griesschlucht bildet der Dündebach den Dündefall.
1972 wurde auf der Tschingelalp nach einem Unwetter ein See aufgestaut. Der neu entstandene Tschingelsee ist inzwischen wieder am Verlanden. Seit 1987 steht er unter Naturschutz.

## Wirtschaft
Ein Grossteil der lokalen Bauern betreibt Viehwirtschaft. Daneben spielt der Tourismus eine wichtige wirtschaftliche Rolle.

## Verkehr
Kiental ist von Reichenbach aus mit dem Postauto an das öffentliche Nahverkehrsnetz angeschlossen. 
Von Kiental führt die steilste Postautolinie Europas (28 % in der Pochtenschlucht) weiter auf die Griesalp.
Vom Dorf fährt eine Sesselbahn nach Ramslauenen.

## Geschichte
Seit 1899 besteht ein Postverkehr von Reichenbach nach Kiental. 1930 wurde der Kutschenverkehr durch das Postauto ersetzt und bis auf die Griesalp weitergeführt.
Vom 25. bis 30. April 1916 fand im Hotel Bären in Kiental – als touristische Veranstaltung getarnt – die Zweite Konferenz der Internationalen Sozialisten statt, an der u. a. Lenin, Sinowjew, Robert Grimm und Angelica Balabanova teilnahmen.

## Sport und Freizeit
Neben mehreren Spielplätzen gibt es einen Tennisplatz, der im Winter als Schlittschuhbahn genutzt wird. Die Strasse nach Ramslauenen wird im Winter als Schlittenbahn genutzt. Im Winter wird im Tal ein Kinder-Lift betrieben und auf Ramslauenen ein Schlepplift.

## Bildungswesen
Früher wurden im Schulhaus die Primarklassen unterrichtet. Wegen einer zu geringen Schülerzahl wurde der Schulbetrieb eingestellt. Heute wird das Schulhaus von verschiedenen lokalen Vereinen und als Veranstaltungsort genutzt.
Der Kientalerhof bietet verschiedene anerkannte Ausbildungen im Bereich Körperarbeit an.

## Sehenswürdigkeiten
Das Kiental ist Ausgangsort für Hochgebirgswanderungen und Bergtouren, z. B. über das Hohtürli nach Kandersteg oder auf die Gipfel der Blüemlisalp. Der Wildwasserweg und der Talweg führen zu Strudeltöpfen und Wasserfällen. Ein Kraftwerkprojekt, das diese Naturschönheiten gefährdet hätte, wurde nicht realisiert. 

## Bilder

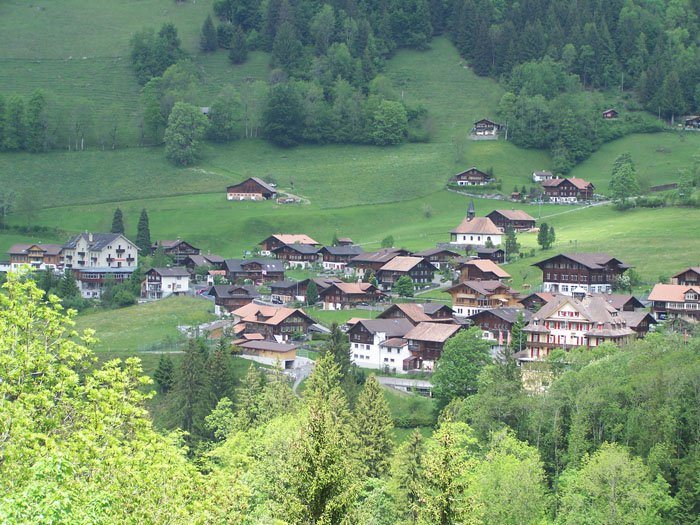
Blick auf den Dorfkern von Kiental
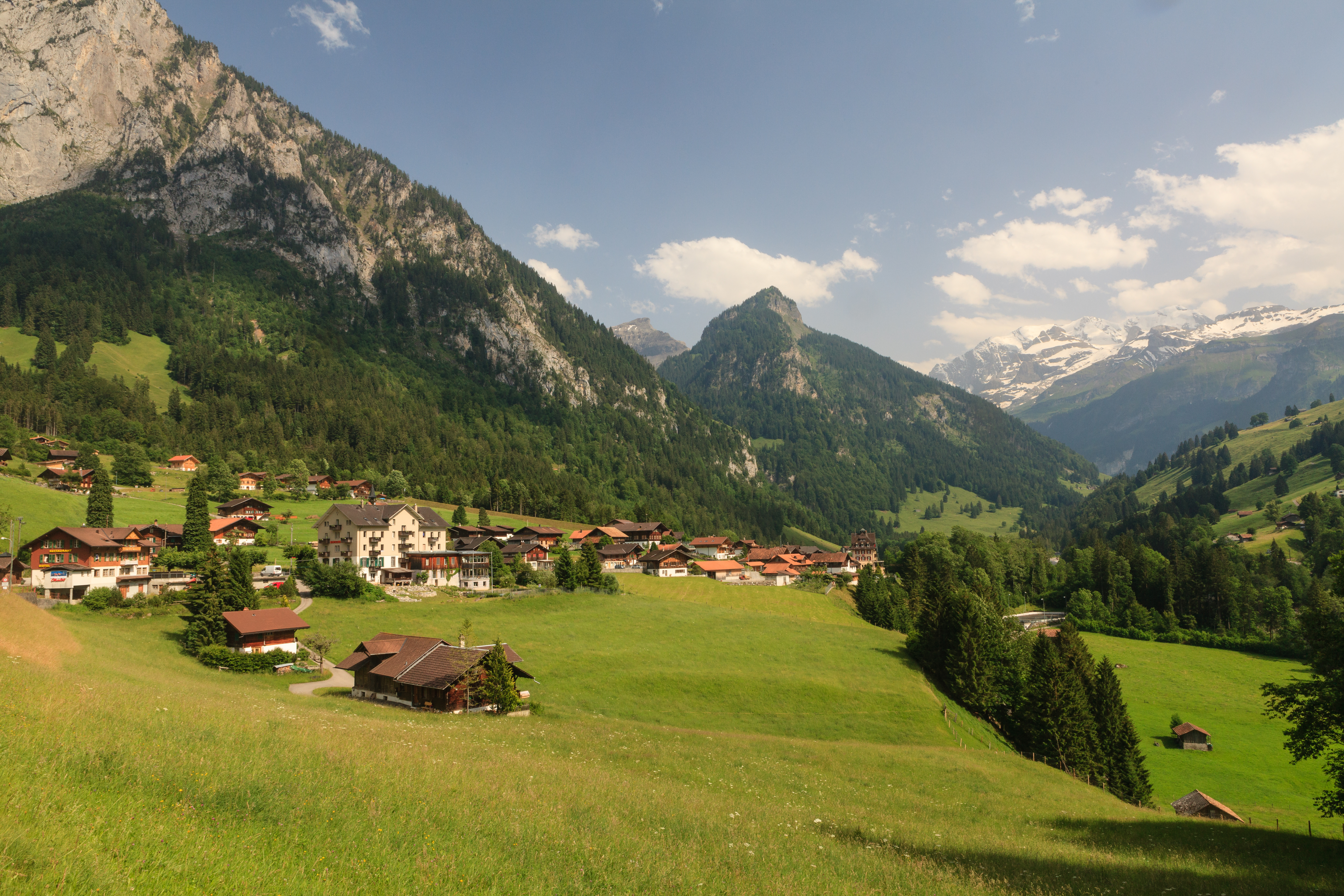
Blick ins Kiental mit Blüemlisalp
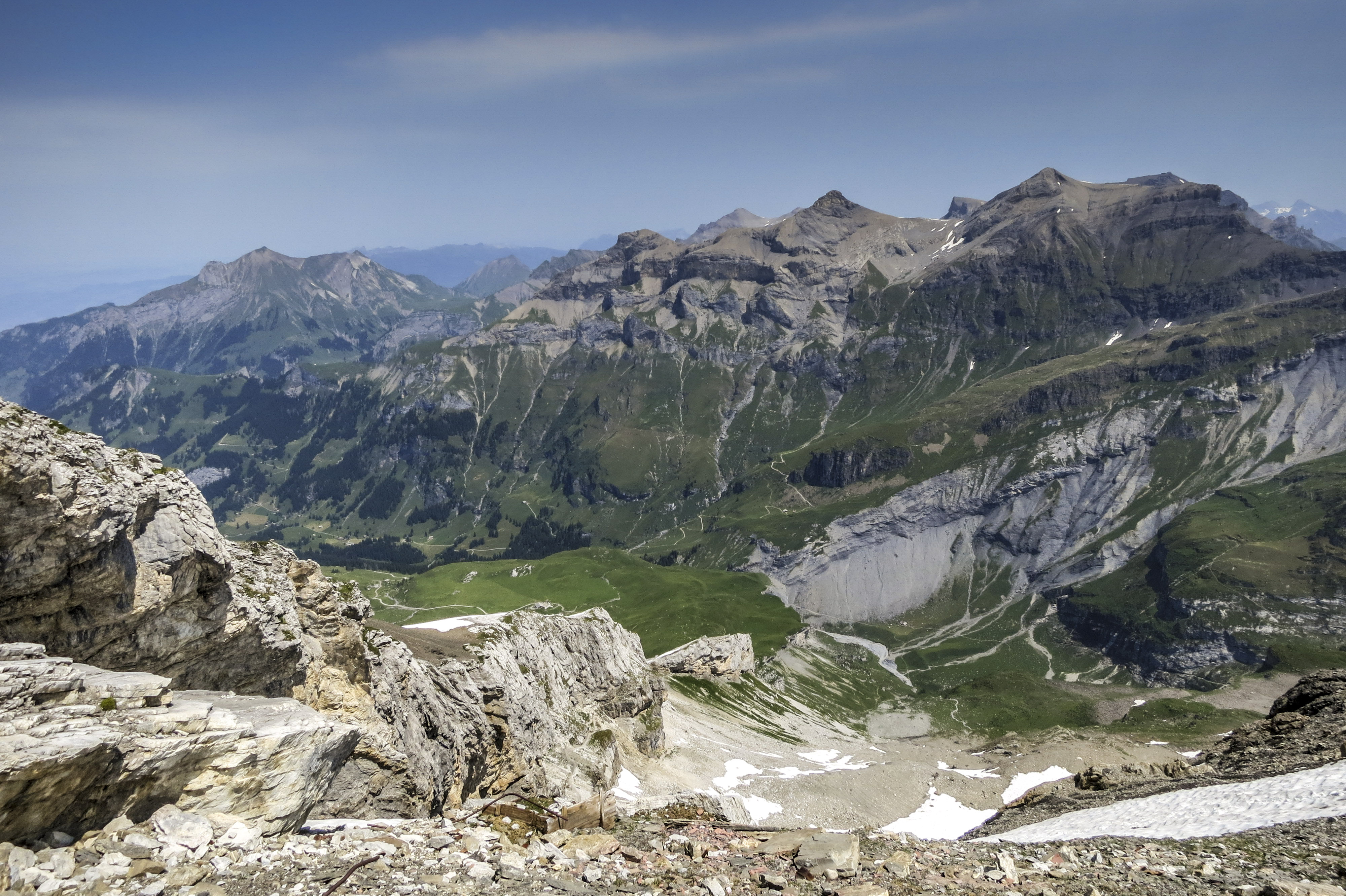
Blick vom Hohtürli
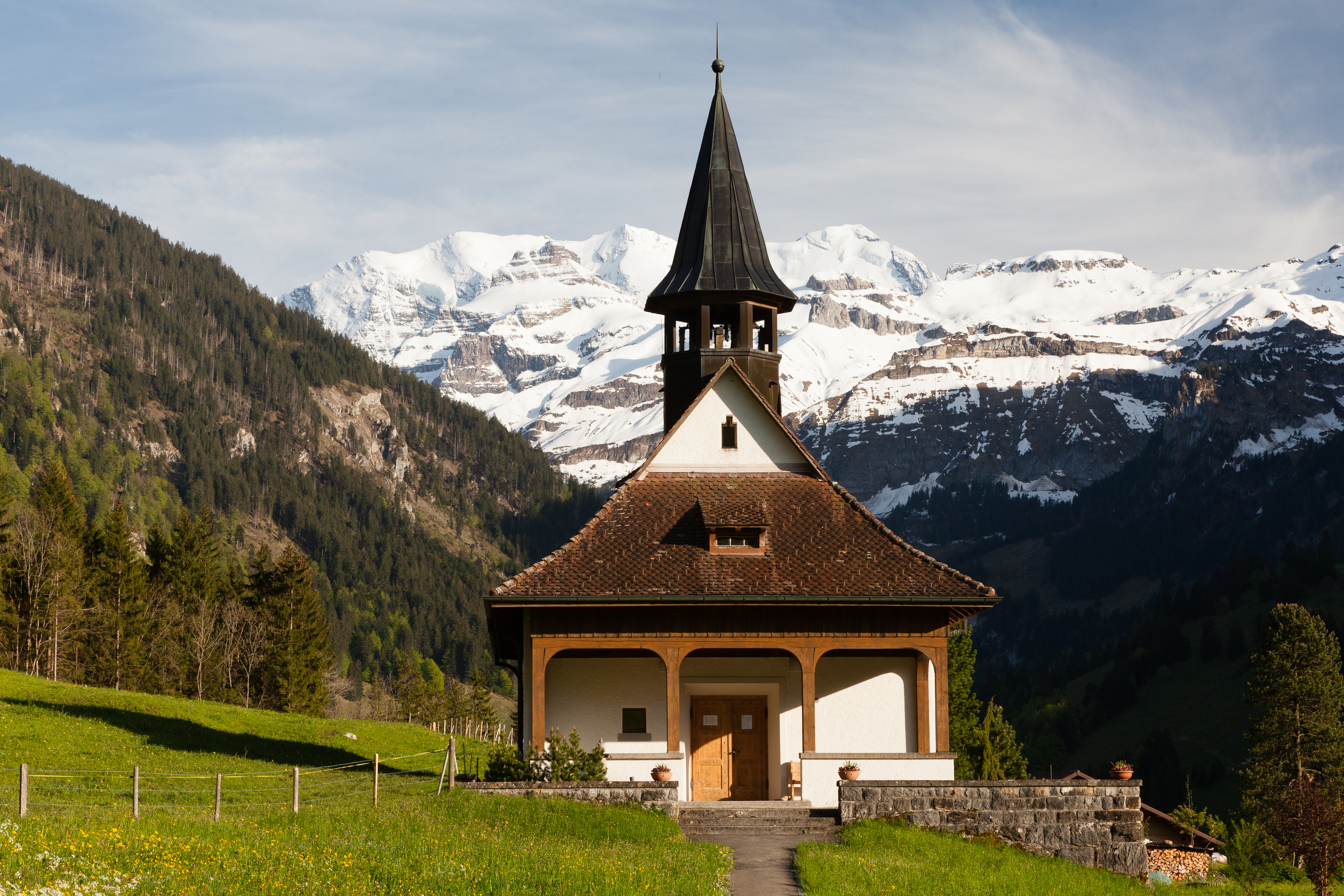
Kapelle im Kiental
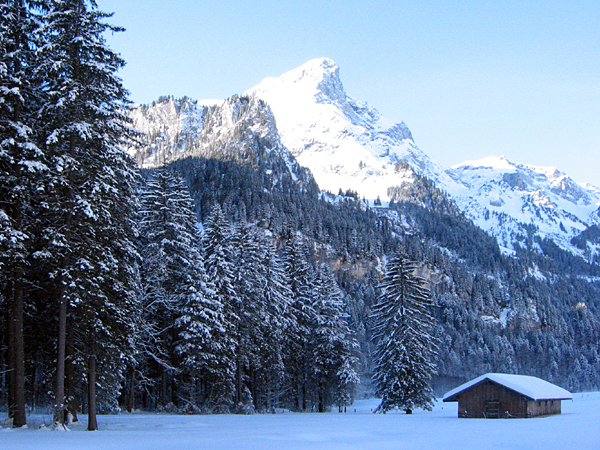
Im oberen Kiental
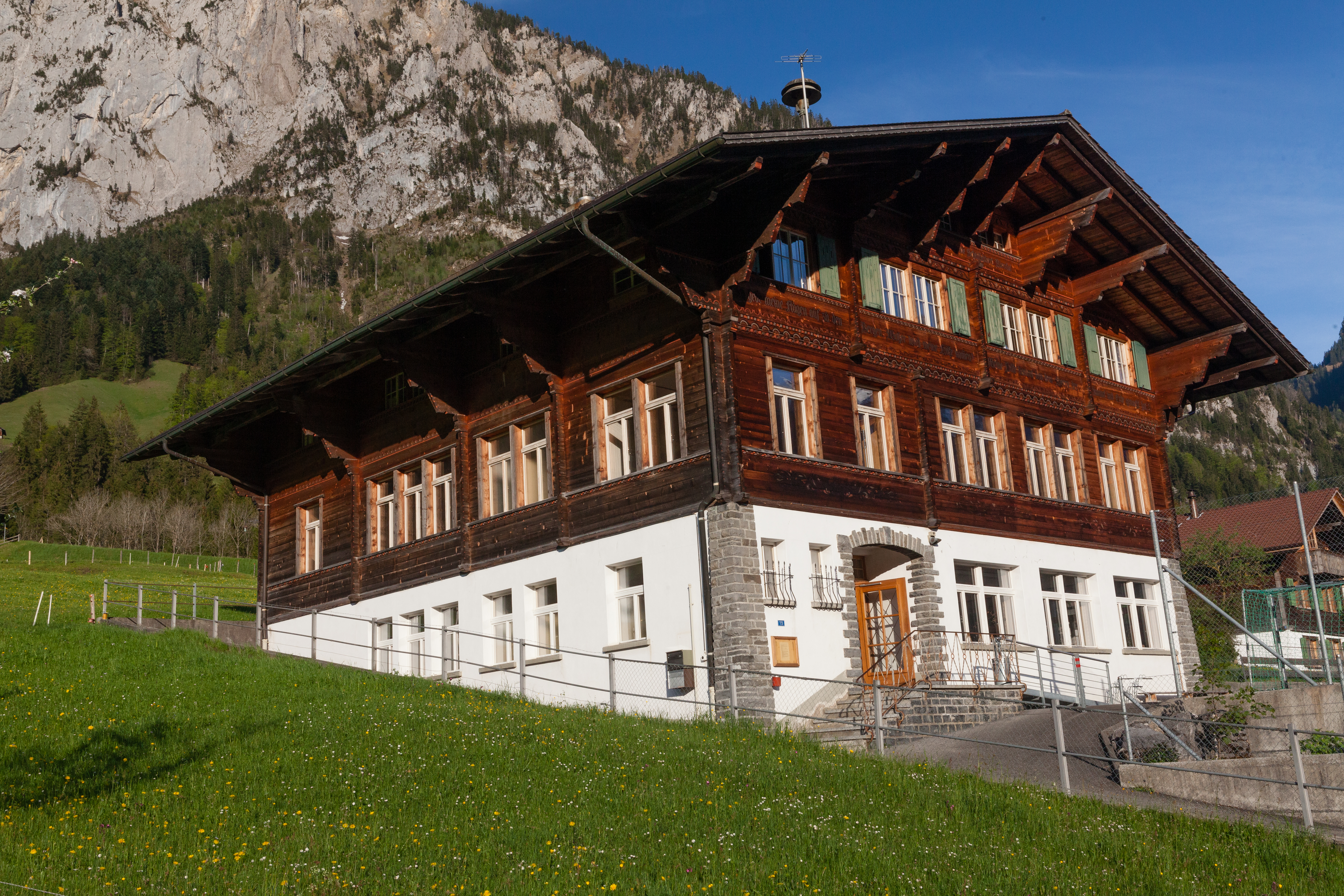
Schulhaus
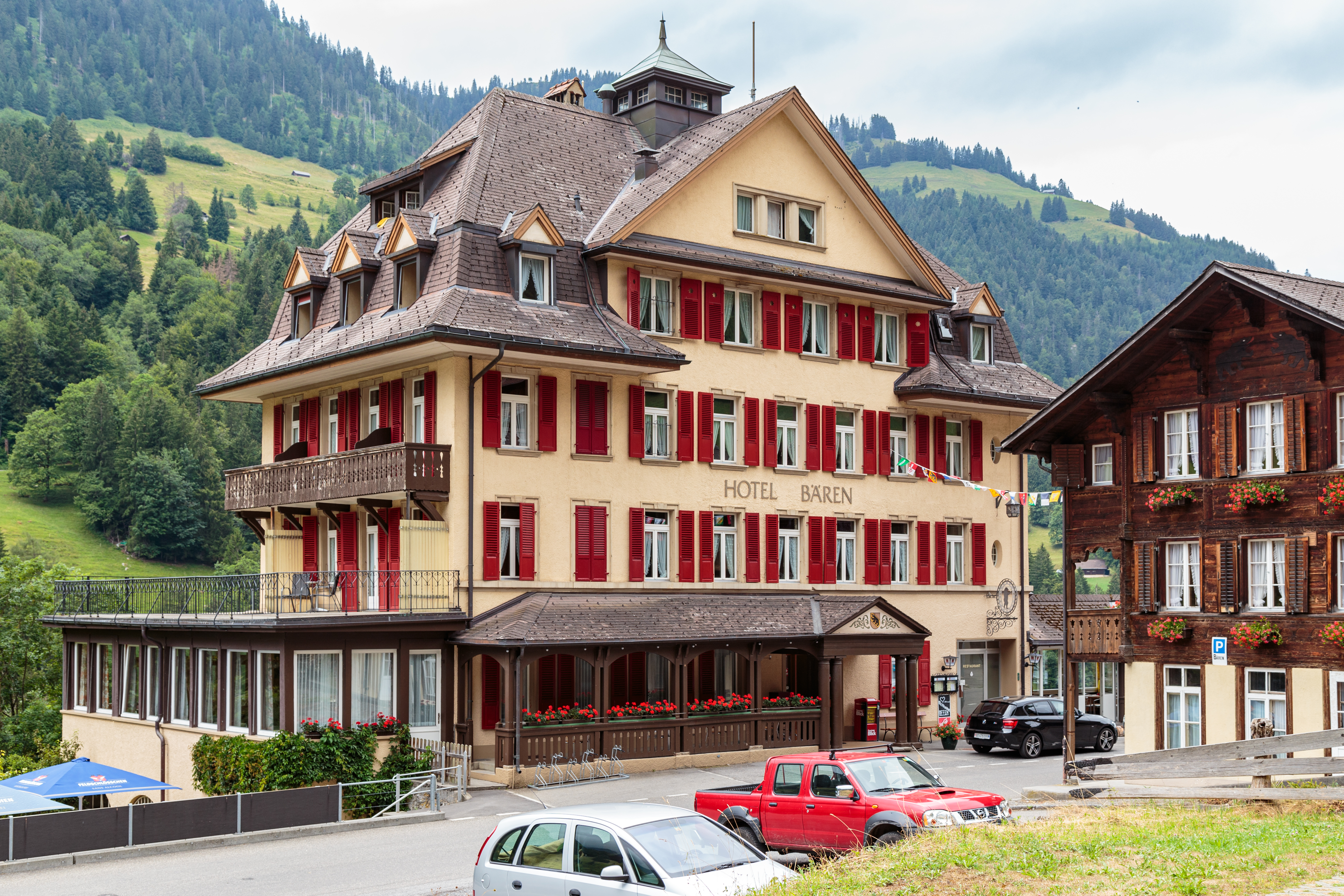
Hotel «Bären»
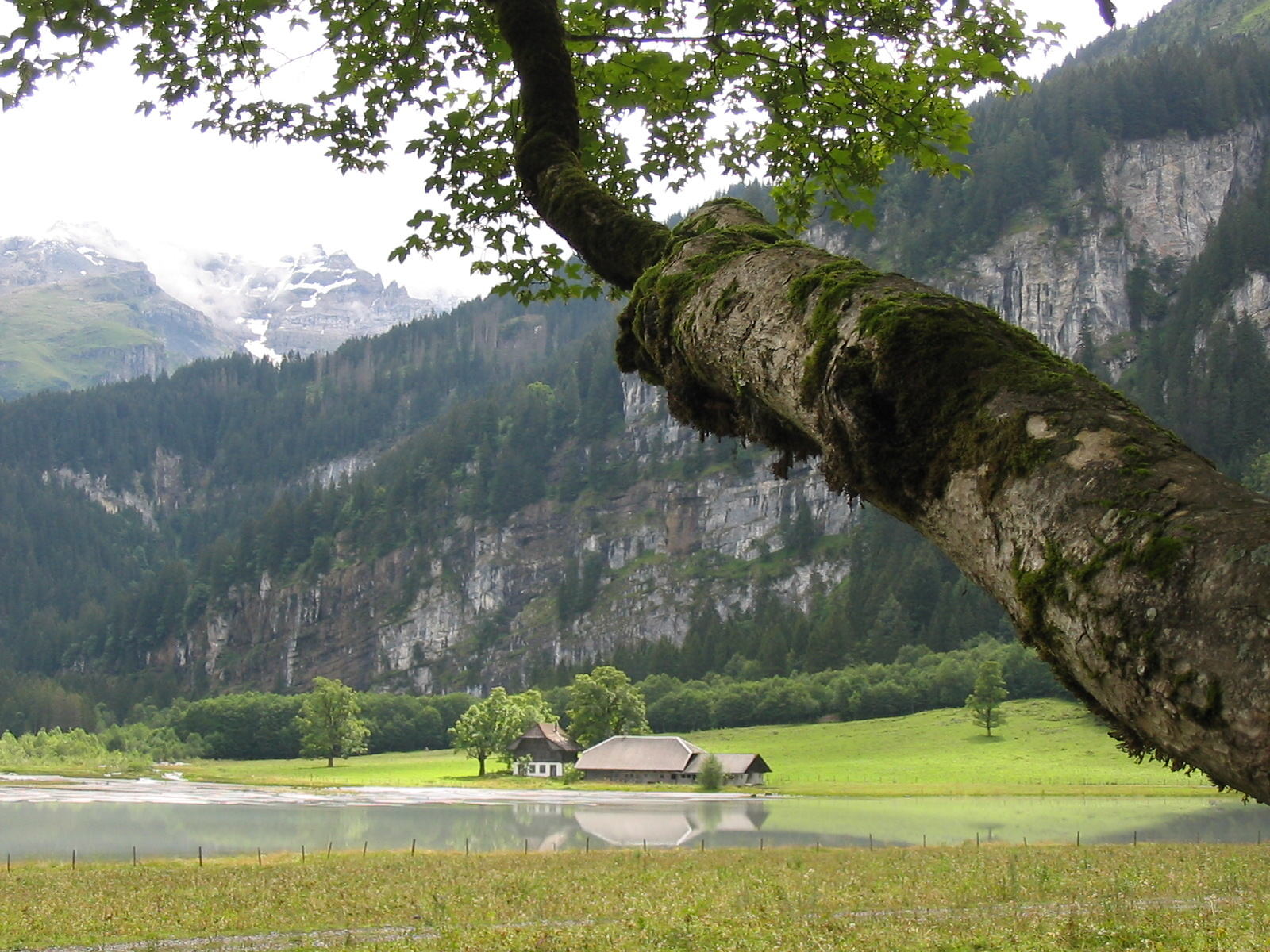
Tschingelsee 2004